# Carl Philip von Maldeghem
Carl Philip von Maldeghem (* Mai 1969 in Prien am Chiemsee, Bayern) ist deutscher Regisseur und Intendant. Im Herbst 2002 übernahm er die Intendanz der Schauspielbühnen Stuttgart. Seit Sommer 2009 ist er Intendant des Salzburger Landestheaters.

## Leben
Maldeghem studierte Rechtswissenschaft an der Universität Passau, promovierte in Rechtsphilosophie und schloss ein einjähriges Studium am Lee Strasberg Theatre Institute in New York an. Nach seinem Studium arbeitete er unter anderem am American Repertory Theater an der Harvard University als Regieassistent. Maldeghem war drei Jahre bei den Salzburger Festspielen Pressesprecher und persönlicher Referent Gérard Mortiers. Von 1997 bis 2002 arbeitete er regelmäßig mit Peter Stein als Co-Regisseur, Produktionsleiter und Regieassistent bei den Osterfestspielen Salzburg, dem Maggio Musicale in Florenz und an der Wiener Staatsoper zusammen. Ab 1998 war er am Badischen Staatstheater in Karlsruhe als Hausregisseur und persönlicher Referent des Intendanten Pavel Fieber tätig und inszenierte sowohl im Schauspiel als auch im Musical und der Oper.
Im Jahr 2001 wurde er von Claudio Abbado eingeladen, die Verdi-Oper Simon Boccanegra mit dem Mahler Chamber Orchestra in Ferrara zu inszenieren.
Die Zusammenarbeit mit Claudio Abbado fand seine Fortsetzung mit der halbszenischen Inszenierung des dramatischen Gedichts Manfred (von Lord Byron, vertont von Robert Schumann) mit Schauspieler Bruno Ganz als Manfred-Rezitator im Mai 2006 in der Berliner Philharmonie.
Carl Philip von Maldeghem gründete mit Cordula Beelitz-Frank 2002 das Seminarprogramm „management-by-shakespeare“, das sich als führendes Programm im deutschsprachigen Raum etabliert hat.

## Intendanz
Im Herbst 2002 übernahm von Maldeghem die Intendanz der Schauspielbühnen in Stuttgart, des Alten Schauspielhauses und der Komödie im Marquardt, als damals jüngster Intendant eines großen Sprechtheaters im deutschsprachigen Raum. Unter Carl Philip von Maldeghems Leitung legte die Besucherzahl von 2002 bis 2006 um 50.000 auf 232.000 zu. Damit rangierten die Schauspielbühnen unter den fünf meistbesuchten deutschen Sprechtheatern. Er erschloss zahlreiche weitere Spielstätten (Theater unterm Dach, Theater über den Wolken auf dem Stuttgarter Fernsehturm, Schlosshof, Nachtprogramm) und gründete 2007 das International Theater Stuttgart als neue Programmschiene.
2007 wurde Carl Philip von Maldeghem zum designierten Intendanten des Salzburger Landestheaters gewählt. Im Sommer 2009 kehrte er in dieser neuen Position nach Salzburg zurück.
In allen Sparten lässt sich schon in der Antrittsspielzeit ein künstlerischer Aufschwung feststellen. In der Sparte Schauspiel, der der Intendant als Schauspieldirektor vorsteht, erfolgt der Durchbruch mit der Antrittsinszenierung von Goethes Faust I. Einen überraschenden künstlerischen Erfolg bringt auch die deutschsprachige Erstaufführung des Handke/Wenders-Drehbuches Himmel über Berlin in einer eigenen Fassung für Salzburg. Weitere Inszenierungen: John von Düffels König Shakespeare als Uraufführung und Ödön von Horváths Jugend ohne Gott in einer eigenen Dramatisierung. Schon im ersten Jahr der Intendanz Carl Philip von Maldeghems konnte ein Besucherplus von 29 % gemeldet werden, nach zwei Spielzeiten lässt sich ein Zuschauerplus von 46 % verzeichnen. Die Anzahl der Aufführungen konnte wesentlich gesteigert werden, die Auslastung des Theaters stieg zudem auf insgesamt 85,02 %.
Im März 2012 entstand die Produktion Der Ring des Nibelungen als Koproduktion des Salzburger Landestheaters mit dem Salzburger Marionettentheater, in der Schauspieler und Marionetten miteinander agierten. Dieses Spielkonzept erwies sich schon in der Salzburger Spielserie als großer Erfolg und die Produktion wurde zu Gastspielen nach Los Angeles, New York, Miami, Paris, Brüssel und Weimar eingeladen.
Die gemeinsame Arbeit mit dem Salzburger Marionettentheater setzte sich in der Inszenierung von Wolfgang Amadeus Mozarts Die Zauberflöte fort, die als große Fassung mit Orchestern und Sängern auf der Bühne des Landestheaters und als kleine Fassung auf der Bühne des Marionettentheaters gezeigt wurde.
Außergewöhnliche Projekte der Intendanz fanden in der Felsenreitschule, einer der zentralen Spielstätten der Salzburger Festspiele statt. Mit der Doppelproduktion Faust I (im Landestheater) und Faust II (in der Felsenreitschule) wurde ein Plan des Festspielgründers Max Reinhardt vollendet.
Als Theatermarathon nach antikem Vorbild funktionierten die Dionysien, bei der das Schauspiel Prometheus von Aischylos, das Ballett Medea von Reginaldo Oliveira, das Opernoratorium Oedipus Rex von Igor Strawinsky und die Komödie Der Frieden von Aristophanes an einem Abend aufgeführt wurden.
Im Jahr 2018 gelang es, die deutschsprachige Erstaufführung des Musicals Kick It Like Beckham am Salzburger Landestheater zu präsentieren.
Wichtige Regisseure, die regelmäßig am Salzburger Landestheater arbeiten, sind Andreas Gergen, Jacopo Spirei, Amelie Niermeyer, Alexandra Liedtke und Volkmar Kamm.
Im Jahr 2018 wurde die von Gerard Mortier angeregte Produktion Brokeback Mountain als Gastspiel an die New York City Opera eingeladen.
Die Produktionen Homo Faber und The Sound of Music waren über acht bzw. zehn Spielzeiten im Spielplan des Landestheaters präsent.
Anfang 2019 gab die Stadt Köln bekannt, dass von Maldeghem ab Sommer 2021 in der Nachfolge von Stefan Bachmann die Intendanz des Schauspiels Köln übernehmen wird. Die Entscheidung für Maldeghem wurde von verschiedenen Kulturschaffenden kritisiert. Acht Tage nachdem Maldeghem seinen Wechsel nach Köln angekündigt hatte, revidierte er seine Entscheidung und gab bekannt, dass er sich für einen Verbleib am Salzburger Landestheater entschieden hat. Maßgeblich dafür war eine Initiative von Landeshauptmann Wilfried Haslauer, der Carl Philip von Maldeghem eingeladen hatte, in Salzburg zu bleiben: „Unter seiner Führung hat sich das Landestheater hervorragend entwickelt – wir sind stolz auf dieses Haus. Es ist ein integraler Bestandteil unserer kulturellen Identität und es ist ein gutes Gefühl, dieses Theater in guten Händen zu wissen.“
Im März 2019 wurde Carl Philip von Maldeghems seit 2009 laufende Inszenierung Faust I in einer Sendung der Wissensredaktion des SWR als „modern, werkgetreu und frech“ ausgezeichnet und als „Musterbeispiel für den Umgang mit Klassikern“ für die Abiturvorbereitung in Baden-Württemberg empfohlen.

## Inszenierungen
- Maria, Braun/Treherne, Württembergische Philharmonie 05/97
- Night and Day, Cole Porter, m. Andreas Geier, Badisches Staatstheater 06/98
- Ausschwitz’n, Siegfried Zimmerschied, Badisches Staatstheater 10/98
- Trainspotting, Irvine Welsh, Badisches Staatstheater, 01/99
- Orests Heimkehr, Aischylos/Stein, Badisches Staatstheater, 05/99
- Der Räuber Hotzenplotz, Otfried Preußler, Badisches Staatstheater, 10/99
- Eating Raoul – das total verrückte Musical, Bartel/Feuer, Badisches Staatstheater, 01/2000
- Der gestiefelte Kater, Grimm/Aust, Luisenburgfestspiele Wunsiedel, 05/2000
- Meisterklasse, Terrence McNally, Badisches Staatstheater, 10/2000
- Lachen Sie gestern, Wiener/Friedrich, Badisches Staatstheater 03/2001, Luisenburgfestspiele Wunsiedel 6/2001/Parktheater Augsburg 04/2002
- Simone Boccanegra, Giuseppe Verdi, (ML C. Abbado) Ferrara Musica, Festival Verdi di Parma, Nuovo Teatro Comunale Bolzano 05/2001
- L’inganno felice, Giacchino Rossini, (ML W. Heinzel) Badisches Staatstheater, 10/2001
- Otello darf nicht platzen, Ken Ludwig, Badisches Staatstheater, 03/02
- Romeo und Julia, William Shakespeare, Altes Schauspielhaus Stuttgart 09/02
- Night and Day, Cole Porter, Altes Schauspielhaus Stuttgart 09/02
- Bingo, von Maldeghem/Mayr, Altes Schauspielhaus Stuttgart 02/03
- Simone Boccanegra, Giuseppe Verdi, (ML G. Bartini), Teatro San Carlo Napoli 03/2003
- Geliebte Aphrodite, Woody Allen, Altes Schauspielhaus Stuttgart 05/03
- Scherenschnitt, Paul Pörtner, Altes Schauspielhaus/Komödie im Marquardt Stuttgart 01/04
- Die Reifeprüfung, von Maldeghem/Mayr, Altes Schauspielhaus Stuttgart 02/04
- Die Odyssee, Homer, Altes Schauspielhaus Stuttgart 04/04
- Ein Sommernachtstraum, William Shakespeare, Altes Schauspielhaus Stuttgart, 09/04
- Zwei Krawatten, Mischa Spoliansky, Oper Dortmund, 10/04
- Meisterklasse, Terence McNally, Altes Schauspielhaus Stuttgart, 04/05
- Geschlossene Gesellschaft, Jean Paul Sartre, Altes Schauspielhaus Stuttgart 03/06
- Iranische Nächte, Tariq Ali/Howard Brenton, mit Anja Junski, Altes Schauspielhaus Stuttgart 04/06
- Manfred, Robert Schumann, (ML C. Abbado), Philharmonie Berlin 05/06
- Hamlet, William Shakespeare, Altes Schauspielhaus Stuttgart 09/06
- Broadway Baby, Kelly/von Maldeghem (UA), Theater über den Wolken im Fernsehturm Stuttgart, 12/06
- Das Maß der Dinge, Neil LaBute, Aachen, 02/07
- Couchgeflüster – Late Night Show, Barthel/von Maldeghem (UA), Theater über den Wolken im Fernsehturm Stuttgart, 03/07
- Die Verschwörung des Fiesco zu Genua, Friedrich von Schiller, Altes Schauspielhaus Stuttgart, 04/07
- Schiller: Ganz oder gar nicht, Barthel/Jung/Maldeghem (UA), Theater über den Wolken im Fernsehturm Stuttgart 10/07
- Sieben Sonette, John von Düffel nach Shakespeare (UA), Altes Schauspielhaus Stuttgart, 03/08
- Moulin Rouge Story, Adenberg/Schubring (UA), Altes Schauspielhaus Stuttgart, 12/08
- Die Buddenbrooks, Mann/Düffel, Altes Schauspielhaus Stuttgart, 04/09
- Faust I, Johann Wolfgang von Goethe, Salzburger Landestheater, 10/09
- König Shakespeare, John von Düffel (UA), Salzburger Landestheater, 04/10
- Himmel über Berlin, Handke/Wenders (DEA), Salzburger Landestheater, 11/10
- Jugend ohne Gott, Horváth/Maldeghem, Salzburger Landestheater, 04/11
- Ein Sommernachtstraum, William Shakespeare, Salzburger Landestheater, 10/11
- La Cenerentola, Gioacchino Rossini, Salzburger Landestheater, 12/11
- Der Ring des Nibelungen, Richard Wagner, Salzburger Marionettentheater, 03/12
- Wir gründen eine Bank, Zola/Großgasteiger u. a., Salzburger Landestheater 11/12
- Die Möwe, Anton Tschechow, Salzburger Landestheater 04/13
- Faust II, Johann Wolfgang von Goethe, Felsenreitschule 10/13
- Die Pest, Albert Camus, Salzburger Landestheater 01/14
- Shakespeare im Park: Lovers and Fools, William Shakespeare, Schlosspark Leopoldskron, 05/14
- Die Zauberflöte, Wolfgang Amadeus Mozart, Salzburger Landestheater, 09/14
- Nach Europa und Über das Meer, Marie Ndiaye und Wolfgang Bauer, Kammerspiele Salzburg, 02/15
- Cabaret, Kander/Ebb, Tiroler Landestheater, 04/15
- Romeo und Julia, William Shakespeare, Salzburger Landestheater, 10/15
- Funny Girl, Anthony McCarten, Salzburger Landestheater, 02/16
- Bericht für eine Akademie, Franz Kafka, Kammerspiele Salzburg/Kunstbox Seekirchen, 05/16
- Die Ilias, Homer, Salzburger Landestheater, 11/16
- Lulu, Frank Wedekind, Salzburger Landestheater 03/17
- Der Theatermacher, Thomas Bernhard, Luisenburgfestspiele, 07/17
- Die Dionysien: Prometheus von Aischylos, Oedipus Rex von Igor Strawinsky und Der Frieden von Aristophanes, Felsenreitschule, 10/17
- Kick It Like Beckham, Goodall/Chadha, Salzburger Landestheater, 05/18
- Shakespeare im Park: Love Songs, William Shakespeare, Schlosspark Leopoldskron, 06/18
- Geschichten aus dem Wiener Wald, Ödön von Horvath, Salzburger Landestheater, 02/19
- Der Prozess, Franz Kafka/Philip Glass, Salzburger Landestheater, 03/19
- Wie es Euch gefällt, William Shakespeare, Schauspielbühnen in Stuttgart, 04/19
- Faust, Johann Wolfgang von Goethe, Salzburger Landestheater, 11/19
- Cyrano de Bergerac, Edmond Rostand, Salzburger Landestheater, 11/19
- Elves and Errors, William Shakespeare, Schloss Leopoldskron, 08/20
- Cinderella, Alma Deutscher, Salzburger Landestheater, 12/20
- Familienabend, Lisa Fertner, Janna Ramos-Violante, Anja Clementi, Georg Clementi, Max Paier, Gregor Schulz, Ivan Vlatkovic und Carl Philip von Maldeghem, Salzburger Landestheater, 10/21[9][10]
- Kasimir und Karoline,  Ödön von Horváth, Theaterzelt am Messegelände (Salzburger Landestheater), 05/22[11][12]
- Golden Lads and Girls, William Shakespeare, Schloss Leopoldskron, 05/22[13]
- Peter Pan, George Stiles, Theaterzelt am Messegelände (Salzburger Landestheater), 06/22[14][15]

## Publikationen
- Als Herausgeber: Menschen, Orte, Geschichten: 125 Seiten des Salzburger Landestheaters, Festschrift zum 125-jährigen Jubiläum des Salzburger Landestheaters, ISBN 978-3-200-05951-1.
- Carl Philip von Maldeghem, Andreas Sentker, Dietmar Till: Rhetorik – Die Kunst der guten Rede – von Aristoteles bis heute.
- Als Herausgeber: Ein Leben für den Tanz: Peter Breuer, ISBN 978-3-200-04828-7.
- Als Herausgeber: Himmel über Salzburg, eine Dokumentation.
- Als Herausgeber mit Manfred Langner: Ein Jahrhundert Theatergeschichte: 100 Jahre Altes Schauspielhaus, ISBN 978-3-89850-197-2.
- Die Evolution des Gleichheitssatzes: das Prinzip der Gleichbehandlung im Lichte der modernen Evolutionsbiologie (Europäische Hochschulschriften, Reihe 2 Rechtswissenschaft, Band 2301). Peter Lang, Frankfurt am Main 1998, ISBN 978-3-631-32685-5 (= Dissertation Universität Passau 1997).

## Interviews
- Karen Suender, Die junge Generation darf nicht durch den Rost fallen, theapolis.de vom 25. März 2021[16]
- Theater hat der Gesellschaft etwas zu geben, managerblatt.de vom 18. Mai 2021[17]
- Redaktion Kaindl-Hönig, Interview mit Intendant Carl Philip von Maldeghem, auf YouTube vom 3. Mai 2022[18]